# 인천하늘초등학교
인천하늘초등학교는 대한민국 인천광역시 중구에 있는 공립 초등학교이다.

## 학교 연혁
- 2013. 05. 29. 인천하늘초등학교 준공
- 2013. 07. 01. 행정실 발령
- 2013. 08. 07. 제1대 모미정 교장 겸임교장 발령
- 2013. 09. 01. 인천영종초등학교 분리 이관 인천하늘초등학교 개교(11학급 편성)
- 2013. 09. 13. 병설유치원 개원(3학급)
- 2013. 11. 05. 특수학급 인가(1학급)
- 2014. 02. 14. 제1회 졸업식(남1명, 여6명, 계7명)
- 2015. 02. 13. 제2회 졸업식(6학년 남 30명, 여 30명 계 60명)
- 2015. 09. 01. 36학급 편성(일반학급 35학급, 특수학급 1학급, 남 421명, 여 447명 계 868명)
- 2019. 03. 01. 학구 조정 및 학생 분리(인천중산초등학교)
- 2020. 09. 01. 학구 조정 및 학생 분리(인천별빛초등학교)